# Giuseppe Sibilli
Giuseppe Sibilli (Napoli, 7 agosto 1996) è un calciatore italiano, attaccante del Bari.

## Caratteristiche tecniche
Svaria su tutto l’attacco, bravo nel dribbling e nel saltare l’uomo, gioca molto in area di rigore. È bravo anche con i tiri da fuori.

## Carriera

### Siracusa, Catania e Sicula Leonzio
Cresciuto nelle giovanili del Napoli, milita una stagione in Eccellenza con il Sant'Agnello dove giocava anche il padre Salvatore. Si mette in mostra con il Siracusa in Serie D, segnando 5 reti in 29 presenze. Così nell'agosto 2016 firma un contratto triennale con il Catania. Senza aver mai debuttato con il Catania, passa alla Sicula Leonzio.

### Albinoleffe e ritorno alla Sicula Leonzio
Il 13 luglio 2017, dopo aver contribuito alla promozione in Serie C della Sicula Leonzio con 6 reti in 13 presenze, viene acquistato dall'AlbinoLeffe. A metà stagione torna in prestito al Sicula Leonzio, per poi rimanere 2 stagioni con i lombardi.

### Pisa
Dopo aver realizzato complessivamente 10 gol in 67 presenze viene acquistato dal Pisa, militante in Serie B. Trova il suo primo gol in Serie B nel 2 a 1 in casa della Reggina, gol per altro arrivato nei minuti di recupero. In tre stagioni con i nerazzurri totalizza 75 presenze e 9 gol.

### Bari e Sampdoria
L'11 agosto 2023 viene acquistato in prestito con opzione di riscatto dal Bari, in Serie B.
Il 26 agosto segna il suo primo gol con i pugliesi, decidendo la vittoriosa trasferta in casa della Cremonese. Viene eletto MVP del mese di novembre per il campionato di Serie B. Chiude la stagione con 37 presenze e 12 gol, contribuendo alla salvezza del Bari; una di queste reti l'ha realizzata nella vittoria per 0-3 nella gara di ritorno del play-out in casa della Ternana, garantendo così la salvezza ai galletti. Alla luce di queste prestazioni, il 13 giugno 2024 viene riscattato dal club biancorosso e firma un contratto fino al 30 giugno 2027.
Dopo una prima parte di stagione deludente con il Bari, con 19 presenze e un gol, il 31 gennaio 2025 passa in prestito con diritto di riscatto alla Sampdoria, in Serie B. Debutta con la maglia blucerchiata il giorno successivo nella vittoria per 1-0 contro il Cosenza. Il 15 febbraio segna la sua prima rete con i blucerchati, firmando il momentaneo pareggio nella trasferta in casa del Südtirol, persa per 2-1.

## Statistiche

### Presenze e reti nei club
Statistiche aggiornate al 17 agosto 2025.
| Stagione              | Squadra               | Campionato            | Campionato | Campionato | Coppe nazionali | Coppe nazionali | Coppe nazionali | Coppe continentali | Coppe continentali | Coppe continentali | Altre coppe | Altre coppe | Altre coppe | Totale | Totale |
| Stagione              | Squadra               | Comp                  | Pres       | Reti       | Comp            | Pres            | Reti            | Comp               | Pres               | Reti               | Comp        | Pres        | Reti        | Pres   | Reti   |
| --------------------- | --------------------- | --------------------- | ---------- | ---------- | --------------- | --------------- | --------------- | ------------------ | ------------------ | ------------------ | ----------- | ----------- | ----------- | ------ | ------ |
| 2015-2016             | Siracusa              | D                     | 28         | 3          | CI-D            | 0               | 0               | -                  | -                  | -                  | -           | -           | -           | 28     | 3      |
| 2016-2017             | Sicula Leonzio        | D                     | 10+3       | 5+1        | CI-D            | -               | -               | -                  | -                  | -                  | -           | -           | -           | 13     | 6      |
| 2017-gen. 2018        | AlbinoLeffe           | C                     | 11         | 0          | CI-C            | 3               | 1               | -                  | -                  | -                  | -           | -           | -           | 14     | 1      |
| gen.-giu. 2018        | Sicula Leonzio        | C                     | 4          | 0          | -               | -               | -               | -                  | -                  | -                  | -           | -           | -           | 4      | 0      |
| Totale Sicula Leonzio | Totale Sicula Leonzio | Totale Sicula Leonzio | 17         | 6          |                 | 0               | 0               |                    | -                  | -                  |             | -           | -           | 17     | 6      |
| 2018-2019             | AlbinoLeffe           | C                     | 24         | 4          | CI-C            | 1               | 0               | -                  | -                  | -                  | -           | -           | -           | 25     | 4      |
| 2019-2020             | AlbinoLeffe           | C                     | 25+1       | 3          | CI-C            | 2               | 2               | -                  | -                  | -                  | -           | -           | -           | 28     | 5      |
| Totale Albinoleffe    | Totale Albinoleffe    | Totale Albinoleffe    | 61         | 7          |                 | 6               | 3               |                    | -                  | -                  |             | -           | -           | 67     | 10     |
| 2020-2021             | Pisa                  | B                     | 19         | 3          | CI              | 2               | 2               | -                  | -                  | -                  | -           | -           | -           | 21     | 5      |
| 2021-2022             | Pisa                  | B                     | 35+4       | 4          | CI              | 1               | 0               | -                  | -                  | -                  | -           | -           | -           | 40     | 4      |
| 2022-2023             | Pisa                  | B                     | 17         | 2          | CI              | 1               | 0               | -                  | -                  | -                  | -           | -           | -           | 18     | 2      |
| Totale Pisa           | Totale Pisa           | Totale Pisa           | 75         | 9          |                 | 4               | 2               |                    | -                  | -                  |             | -           | -           | 79     | 11     |
| 2023-2024             | Bari                  | B                     | 35+2       | 11+1       | CI              | 1               | 0               | -                  | -                  | -                  | -           | -           | -           | 38     | 12     |
| 2024-gen. 2025        | Bari                  | B                     | 19         | 1          | CI              | 1               | 0               | -                  | -                  | -                  | -           | -           | -           | 20     | 1      |
| gen.-giu. 2025        | Sampdoria             | B                     | 13+2       | 2+1        | CI              | -               | -               | -                  | -                  | -                  | -           | -           | -           | 15     | 3      |
| 2025-2026             | Bari                  | B                     | 0          | 0          | CI              | 1               | 0               | -                  | -                  | -                  | -           | -           | -           | 1      | 0      |
| Totale Bari           | Totale Bari           | Totale Bari           | 56         | 13         |                 | 3               | 0               |                    | -                  | -                  |             | -           | -           | 59     | 13     |
| Totale carriera       | Totale carriera       | Totale carriera       | 263        | 41         |                 | 13              | 4               |                    | -                  | -                  |             | -           | -           | 276    | 45     |